# Baco blanc
De Baco Blanc is een witte Franse druivensoort die de basis vormt voor armagnac.

## Geschiedenis
Dit ras werd in 1898 ontwikkeld door de Franse teler François Baco in de Landes in het zuidwesten van Frankrijk en aan wie de druif zijn naam heeft ontleend. Het is een kruising tussen de Folle Blanche en de Noah. Hij is verwant aan de Baco Noir.

## Kenmerken

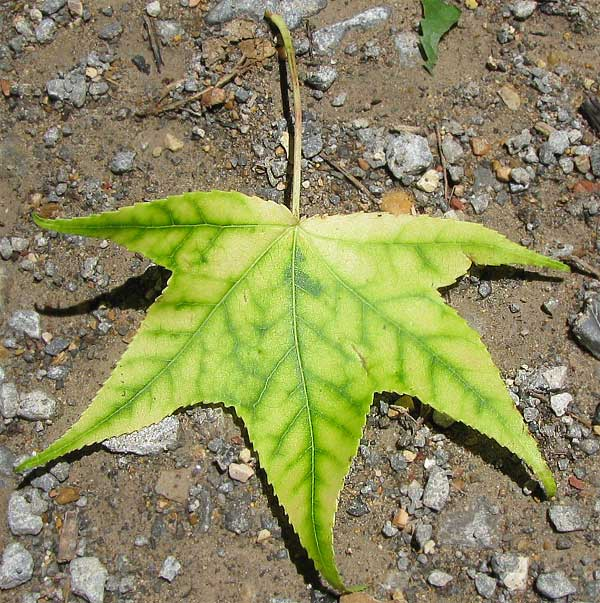
Door chlorose aangetast blad

Deze druif is gevoelig voor een hele reeks plantenziektes, zoals echte meeldauw, valse meeldauw, mijten, chlorose en flavescence dorée (wat "goudgele verkleuring" betekent: Een bacterie-achtig micro-organisme dat wordt overgebracht door een insect dat resistent is tegen insecticiden en dat het blad aantast. De bladeren krullen om, de randen van de rode druivenrassen kleuren rood en die van de witte soorten geel. Het blad kwijnt weg, de fotosynthese stopt en de oogst is verloren).
Deze druif is de enige hybride die gebruikt wordt in een appellation, want het is een van de elf druivenrassen, die gebruikt mogen worden voor de basiswijn waarvan armagnac van gemaakt wordt.

## Gebieden
In 2008 werd in totaal in het zuidwesten van Frankrijk nog maar ruim 800 hectare met deze variëteit beplant, maar dit loopt langzaam terug. De laatste jaren is er een ontwikkeling in Nieuw-Zeeland te bespeuren, die deze trend ombuigt. Dit land heeft inmiddels 100 hectare.

## Synoniemen[1]
- 22 A Baco
- Baco 22 A
- Baco 22-A
- Baco 221
- Baco ALB
- Baco Blanche
- Maurice Baco
- Piquepoul de Pays